# Urmatt
Urmatt é uma comuna francesa na região administrativa de Grande Leste, no departamento Baixo Reno. Estende-se por uma área de 13,81 km². Em 2010 a comuna tinha 1 504 habitantes (densidade: 108,9 hab./km²).